# Crofty
Crofty är en by i Swansea i Wales. Byn är belägen 68 km 
från Cardiff. Orten har 1 012 invånare (2016).